# Armoriale dei comuni dell'Aisne
Questa pagina contiene le armi (stemma e blasonatura) dei comuni dell'Aisne.
| Stemma | Nome del comune e blasonatura |
|        | Acy D'or aux trois serres d'aigle de gueules armées d'argent (d'oro, a tre zampe d'aquila di rosso armate d'argento) |
|        | Aguilcourt Parti : au 1) de gueules à la croix tréflée d'argent, au 2) d'or au lion d'azur (partito: nel 1º di rosso alla croce trifogliata d'argento; nel 2º d'oro, al leone d'azzurro) |
|        | Amigny-Rouy D'or à la barre échiquetée à plomb d'argent et d'azur de six tires, accompagnée, en chef, de trois hures de sanglier de sable défendues d'argent et arrachées de gueules et en pointe, d'une croisette ancrée du même (d'oro, alla sbarra scaccata a piombo d'argento e d'azzurro di sei tiri, accompagnata, in capo, da tre grugni di cinghiale di nero difesi d'argento e sradicati di rosso, e in punta da una crocetta ancorata dello stesso) |
|        | Anizy-le-Château d'azur semé de fleurs de lys d'or à la croix d'argent chargée d'une crosse abbatiale de gueules surchargée en chef d'un petit écusson d'azur à une fleur de lys d'or, aux deux clefs d'azur passées en sautoir brochant sur le tout (d'azzurro, seminato di gigli d'oro, alla croce d'argento caricata da un pastorale da abate di rosso sovraccaricato in capo da uno scudetto d'azzurro al giglio d'oro, a due chiavi d'azzurro passate in decusse attraversanti sul tutto) |
|        | Aubenton D'or au château de gueules maçonné de sable et ouvert du champ (d'oro, al castello di rosso, murato di nero e aperto del campo) |
|        | Beaurevoir D'or aux trois maillets de sinople (d'oro, a tre maglietti di verde) |
|        | Belleu D'or au sautoir de gueules ; au chef d'azur chargé d'une fleur de lis d'argent accostée de deux crosses d'or, adossées et mouvant du trait du chef. (d'oro, al decusse di rosso; al capo d'azzurro, caricato da un giglio d'argento accostato da due pastorali d'oro, addossati e moventi dalla linea del capo. ) |
|        | Billy-sur-Aisne D'azur à l'épi de blé d'or posé en barre, accompagné en chef de deux champignons de sable au pied d'argent, rangés en fasce, celui de dextre plus gros et brochant sur l'autre, et en pointe d'une roue dentée de gueules (d'azzurro, alla spiga di grano d'oro posta in sbarra, accompagnata in capo da due funghetti di nero, col piede d'argento, ordinati in fascia, quello di destra più grande e attraversante sull'altro, e in punta da una ruota dentata di rosso) |
|        | Blérancourt D'azur aux trois mains dextres appaumées d'or, au franc-quartier échiqueté d'argent et d'azur de quatre tires (d'azzurro, a tre mani destre appalmate d'oro, al quartier franco scaccato d'argento e d'azzurro di quattro tiri) |
|        | Bohain-en-Vermandois De gueules à la lettre B onciale d'argent surmontée d'une couronne fermée du même (di rosso, alla lettera onciale B d'argento, sormontata da una corona chiusa dello stesso) |
|        | Bosmont-sur-Serre Coupé : au 1) d'argent à la croix engrêlée d'azur chargé de cinq fleurs de lys d'or, au 2) d'azur au mont d'argent chargé d'une rencontre de bœuf de sable accorné d'or et langué de gueules (troncato: nel 1º d'argento, alla croce spinata d'azzurro, caricata di cinque gigli d'oro; nel 2º d'azzurro, al monte d'argento caricato di un riscontro di bue di nero cornato d'oro e lampassato di rosso) |
|        | Bourguignon-sous-Montbavin parti : au 1) d'or à la palette de peintre au naturel posée en barre et traversée de trois pinceaux du même en bande, les pointes respectivement d'azur, de sinople et de gueules, au 2) d'azur à la plume d'argent et à l'épée du même passées en sautoir ; au chef d'azur semé de fleurs de lys d'or chargé d'une croix d'argent surchargé d'une crosse de gueules (partito: nel 1º d'oro, alla tavolozza da pittore al naturale posta in sbarra e attraversata da tre pennelli dello stesso in banda, le punte rispettivamente d'azzurro, di verde e di rosso; nel 2º d'azzurro, alla piuma d'argento e la spada dello stesso passate in decusse; al capo d'azzurro seminato di gigli d'oro, caricato di una croce d'argento sovraccaricata di un pastorale di rosso) |
|        | La Bouteille D'argent aux trois roses de gueules (d'argento, a tre rose di rosso) |
|        | Braine Coupé : au premier mi-coupé échiqueté de sable et d'or à la bordure de gueules, au second d'argent au merle de sable (troncato: nel 1° semitroncato scaccato di nero e d'oro, alla bordura di rosso; nel 2° d'argento, al merlo di nero) |
|        | Brie D'or aux trois pals aiguisés de sable (d'oro, a tre pali aguzzati di nero) |
|        | Bucy-le-Long d'azur à la bande d'or accompagné de trois fleurons deux en chef et une en pointe (d'azzurro, alla banda d'oro accompagnata da tre fioroni, due in capo e uno in punta) |
|        | La Capelle Coupé : au 1) d'azur à la muraille crénelée d'argent, flanquée de deux tours du même, le tout maçonné de sable, aux deux lions d'or adossés et brochant, tenant un sabre d'argent, au 2) de gueules aux quatre besants d'or (troncato: nel 1º d'azzurro, alla muraglia merlata d'argento, fiancheggiata da due torri dello stesso, il tutto murato di nero, a due leoni d'oro addossati e attraversanti, tenenti una sciabola d'argento; nel 2º di rosso, a quattro bisanti d'oro) |
|        | Le Catelet D'argent fretté de sable, au chef soudé d'or chargé de trois merlettes aussi de sable (d'argento cancellato di nero; al capo saldato d'oro, caricato di tre merlotti pure di nero) |
|        | Caulaincourt D'or au sauvage de gueules appuyé à senestre sur une massue de sable, le bras droit tendu et portant sur sa dextre un coq de sable; au chef du même; le tout sommé d'un chef de gueules semé d'étoiles d'argent. (d'oro, all'uomo selvatico di rosso, appoggiato a sinistra a una clava di nero, il braccio destro teso e sostenente con la mano un gallo di nero; al capo dello stesso; il tutto abbassato al capo di rosso, seminato di stelle d'argento.) |
|        | Charly-sur-Marne Ecartelé au 1) et 4) d'argent à une grappe de raisin de gueules tigée et feuillée de sinople, au 2) d'or aux 4 fasces ondées d'azur, au 3) d'azur à un épi de blé tigé et feuillé d'or posé en bande , sur le tout d'argent chargé d'une crosse d'abbesse issante de la pointe accosté de 4 fleurs de lys, le tout d'or (inquartato: nel 1º e 4º d'argento, al grappolo d'uva di rosso, fustato e fogliato di verde; nel 2º d'oro, a 4 fasce ondate d'azzurro; nel 3º d'azzurro, alla spiga di grano fustata e fogliata d'oro posta in banda; sul tutto d'argento, caricato da un pastorale da badessa uscente dalla punta e accostato da quattro gigli, il tutto d'oro) |
|        | Chassemy D'or au chêne de sinople englanté du champ, au chef d'azur chargé d'un oiseau d'or (d'oro, alla quercia di verde, ghiandifera del campo; al capo d'azzurro, caricato di un uccello d'oro) |
|        | Château-Thierry D'azur au château de cinq tours couvertes d'argent, ouvert, ajouré et maçonné de sable, accompagné de trois fleurs de lys d'or (d'azzurro, al castello di cinque torri coperte d'argento, aperto, finestrato e murato di nero, accompagnato da tre gigli d'oro) |
|        | Chauny D'azur à la tour donjonnée de trois pièces d'or, maçonnée de sable, accompagnée de huit fleurs de lys aussi d'or en orle (d'azzurro, alla torre torricellata di tre pezzi d'oro, murata di nero, accompagnata da otto gigli pure d'oro posti in orlo) |
|        | Chavignon D'or à la tour de gueules sur une nuée de sinople en arc de cercle, accompagnée en chef de deux grenades du même, enflammées d'argent, et en pointe d'une crosse issante de sable (d'oro, alla torre di rosso su una nuvola di verde in forma di arco di cerchio, accompagnata in capo da due granate dello stesso, infiammate d'argento, e in punta da un pastorale nascente di nero) |
|        | Chevennes D'or à l'aigle éployée de sable (d'oro, all'aquila spiegata di nero) |
|        | Clastres D’or à dix losanges d’azur ordonnés 3, 3, 3 et 1 (d'oro a dieci losanghe d'azzurro ordinate 3, 3, 3 e 1) |
|        | Clermont-les-Fermes De gueules à la montagne d'argent surmontée d'un soleil d'or (di rosso, alla montagna d'argento sormontata da un sole d'oro) |
|        | Coincy De gueules aux deux clefs d'argent passées en sautoir, et à l'épée renversée du même posée en pal, la garde et la poignée d'or (di rosso, a due chiavi d'argento passate in decusse, e alla spada rovesciata dello stesso posta in palo, con la guardia e l'impugnatura d'oro) |
|        | Condé-en-Brie D'argent à la cotice alésé de gueules aux trois fleurs de lys celle du chef dextre brochant d'or les deux autres d'azurr (d'argento, alla cotissa scorciata di rosso, a tre gigli, quello in capo a destra attraversante d'oro e gli altri due d'azzurro) |
|        | Condren écartelé : au 1) d'azur à la colombe d'argent volant au dessus d'une champagne vairée d'une tire d'azur et d'argent, au 2) de gueules aux trois lionceaux de sable, au 3) de gueules aux trois épis de blé d'or, au quatrième d'azur aux trois fleurs de lys d'or (inquartato: nel 1º d'azzurro, alla colomba d'argento volante e alla campagna di vaio; nel 2º di rosso, a tre lioncelli di nero; nel 3º di rosso, a tre spighe di grano d'oro; nel 4º d'azzurro, a tre gigli d'oro) |
|        | Corbeny D'azur au chevron d'or (d'azzurro, allo scaglione d'oro) |
|        | Coucy-le-Château-Auffrique Fascé de vair et de gueules de six pièces (fasciato di vaio e di rosso) |
|        | Coulonges-Cohan d'azur aux trois fusées d'or accolées en fasce (d'azzurro, a tre fusi d'oro accollati in fascia) |
|        | Craonne D'or au pal d'azur chargé d'une grappe de raisin surmonté d'une couronne et soutenue d'une gerbe de blé, le tout du champ, le pal accosté de deux épées de gueules chargées chacune d'un écusson de sinople, portant à dextre la date 1814 d'or et à senestre la date de 1914 du même (d'oro, al palo d'azzurro caricato di un grappolo d'uva sormontato da una corona e sostenuto da un covone di grano, il tutto del campo, il palo accostato da due spade di rosso, ciascuna caricata da uno scudetto di verde, quello a destra con la data 1814 d'oro e quello sinistra con la data 1914 dello stesso) |
|        | Crécy-sur-Serre De gueules aux trois épis de blé tigés et feuillés d'or passés en pal et en sautoir, au chef cousu d'azur chargé de trois fleurs de lys aussi d'or (di rosso, a tre spighe di grano fustate e fogliate d'oro, passate in palo e in decusse; al capo cucito d'azzurro, caricato di tre gigli pure d'oro) Incongruenza tra disegno e blasonatura: questo stemma è identico a quello del comune di Crépy. |
|        | Crépy De gueules aux trois épis de blé tigés et feuillés d'or passés en pal et en sautoir, au chef cousu d'azur chargé de trois fleurs de lys aussi d'or (di rosso, a tre spighe di grano fustate e fogliate d'oro, passate in palo e in decusse; al capo cucito d'azzurro, caricato di tre gigli pure d'oro) |
|        | Crouttes-sur-Marne Tiercé en fasce: au 1) d'or aux quatre alérions d'azur rangés en fasce, au 2) d'azur à la divise d'argent côtoyée de deux doubles burelles potencées et contre potencées d'or, au 3) de gueules au silex taillé d'argent accosté de deux grappes de raisin d'or (interzato in fascia: nel 1º d'oro, a quattro elerioni d'azzurro ordinati in fascia; nel 2º d'azzurro, alla divisa d'argento accostata da due doppie burelle potenziate e contropotenziate d'oro; nel 3º di rosso, alla selce scheggiata d'argento, accostata da due grappoli d'uva d'oro) Particolarità araldica: nel 2º è presente lo stemma del dipartimento della Marna. |
|        | Essigny-le-Grand Écartelé: au 1) et au 4) d'or aux trois bandes d'azur, au 2) et 3) d'or aux trois maillets de gueules (inquartato: nel 1º e 4º d'oro, a tre bande d'azzurro; nº e 3º d'oro, a tre maglietti di rosso) |
|        | Étampes-sur-Marne De gueules au lion contourné d'argent accompagné en chef à dextre d'une croisette, à senestre d'une étoile et en pointe d'un besant, le tout d'or (di rosso, al leone rivoltato d'argento accompagnato in capo destra da una crocetta, a sinistra da una stella e in punta da un bisante, il tutto d'oro) |
|        | Étouvelles d'or a l'artichaut de sinople (d'oro, al carciofo di verde) |
|        | Étreux De gueules à la barre d'argent, accompagnée en chef d'un lion d'or et en pointe d'une tour donjonnée de trois pièces d'argent (di rosso, alla sbarra d'argento, accompagnata in capo da un leone d'oro e in punta da una torre torricellata di tre pezzi d'argento) |
|        | Fère-en-Tardenois De sinople au fer à cheval d'or couronné du même (di verde, al ferro da cavallo d'oro coronato dello stesso) |
|        | La Ferté-Milon D'azur au château de deux tours d'argent, ouvert, ajouré et maçonné de sable (d'azzurro, al castello di due torri d'argento, aperto, finestrato e murato di nero) |
|        | Flavy-le-Martel D'hermine à la croix de gueules chargée de cinq coquilles d'or (d'armellino, alla croce di rosso caricata di cinque conchiglie d'oro) |
|        | Folembray Taillé: au 1) d'or à l'arbre arraché au naturel, au 2) de gueules au pigeon contourné d'or perché sue une branche de sable; à la barre de sinople brocant sur la partition (tagliato: nel 1º d'oro, all'albero sradicato al naturale; nel 2º di rosso, al piccione rivoltato d'oro, posato su un ramo di nero; alla sbarra di verde attraversante sulla partizione) |
|        | Fontaine-Notre-Dame D'azur aux deux chevron d'argent accopmagnés de trois hures de sanglier arrachées d'or (d'azzurro, a due scaglioni d'argento, accompagnati da tre teste di cinghiale strappate d'oro) |
|        | Guignicourt D'or aux trois aigles de sable (d'oro, a tre aquile di nero) |
|        | Guise D'azur semé de fleurs de lys d'or au lion brochant d'argent (d'azzurro seminato di gigli d'oro, al leone attraversante d'argento) |
|        | Hirson D'azur au château de trois tours d'argent, maçonné de sable, terrassé aussi d'azur (d'azzurro, al castello di tre torri d'argento, murato di nero, terrazzato pure d'azzurro) |
|        | Laon d'argent à trois merlettes de sable, au chef d'azur chargé de trois fleurs de lis d'or (d'argento, a tre merlotti di nero, al capo d'azzurro caricato di tre gigli d'oro) |
|        | Lappion D'argent à la ruche d'or, bordée de gueule, ouvert de sable, sur une terrasse de sinople chargée de cinq abeilles au naturel, accompagnée en chef de deux abeilles du même (d'argento, all'alveare d'oro, bordato di rosso, aperto di nero, su una terrazza di verde caricata di cinque api al naturale, e accompagnato in capo da due api dello stesso) |
|        | Lemé Echiqueté de sable et d'argent, au chef aussi d'argent chargé de deux roses de gueules (scaccato di nero e d'argento, al capo pure d'argento, caricato di due rose di rosso) |
|        | Liesse-Notre-Dame D'argent aux trois aigle de sable, accompagnées en abîme des lettres M et A capitales entrelacées d'or (d'argento, a tre aquile di nero, accompagnate in cuore dalle lettere maiuscole M e A intrecciate d'oro) |
|        | Longpont D'azur au pont de trois arches d'argent posé sur une rivière du même, surmonté de deux fleurs de lys d'or (d'azzurro, al ponte di tre archi d'argento posto su un fiume dello stesso, sormontato da due gigli d'oro) |
|        | Marchais-en-Brie D'azur à l'aigle impériale français d'or, tenant dans ses serres un foudre de gueules aux éclaires de sable (d'azzurro, all'aquila imperiale francese d'oro, tenente con le zampe una folgore di rosso con i fulmini di nero) |
|        | Margival D'argent à la croix d'azur chargée de cinq coquilles d'or (d'argento, alla croce d'azzurro, caricata di cinque conchiglie d'oro) |
|        | Marle D'azur à trois tours attenantes d'or ajourées et maçonnées de sable, celle du centre, plus haute, surmontée d'une fleur de lys d'argent (d'azzurro, a tre torri adiacenti d'oro, finestrate e murate di nero, quella centrale più alta, sormontata da un giglio d'argento) |
|        | Montaigu D'azur à la tour d'argent posée sur des rochers d'or, au chef aussi d'argent chargé des lettres M et G capitales aussi d'or (d'azzurro, alla torre d'argento, posata su delle rocce d'oro; al capo pure d'argento, caricato dalle lettere maiuscole M e G pure d'oro) |
|        | Montbrehain Parti: au 1er d'azur à trois maquereaux d'or posés en pal, au 2e d'or à trois fasces de gueules et à la plante de chanvre arrachée de sinople feuillée d'argent brochante (Partito: nel 1° d'azzurro, a tre sgombri d'oro, posti in palo; nel 2° d'oro, a tre fasce di rosso, alla pianta di canapa sradicata di verde, fogliata d'argento, attraversante) |
|        | Montcornet De sable à la bande d'argent, accompagnée en chef d'un écusson écartelé: au 1) et 4) d'argent aux trois fasces de gueules, au 2) et 3) d'argent aux trois doloires de gueules et en pointe d'un écusson d'azur à la hache consulaire d'argent entourée d'un faisceau de verges d'or et à la fasce brochant et cousue de gueules chargée de trois étoiles d'or (di nero, alla banda d'argento, accompagnata in capo da uno scudetto inquartato: nel 1º e 4º d'argento, a tre fasce di rosso, nel 2º e 3º d'argento, a tre doloire di rosso, e in punta da uno scudetto d'azzurro, alla scure consolare d'argento, circondata da un fascio di verghe d'oro, alla fascia attraversante cucita di rosso caricata da tre stelle d'oro)                                                        |
|        | Montescourt-Lizerolles De sable à la croix d'argent chargé de cinq coquilles de gueules (di nero, alla croce d'argento, caricata di cinque conchiglie di rosso) |
|        | Moÿ-de-l'Aisne De gueules fretté d'or (di rosso cancellato d'oro) |
|        | Neuilly-Saint-Front D'azur à la cotice d'or côtoyée en pointe d'une cotice potencée, les potences dirigées vers le haut, et accompagnée de trois fleurs de lis posées 1 et 2, le tout du même (d'azzurro, alla cotissa d'oro, accostata in punta da una cotissa potenziata, con le potenze rivolte in alto, e accompagnata da tre gigli posti 1 e 2, il tutto dello stesso) |
|        | Neuville-Saint-Amand D'azur au buste d'évêque mitré, adextré d'une crosse et senestré d'une croix épiscopale, le tout d'argent (d'azzurro, al busto di vescovo mitrato, addestrato da un pastorale e sinistrato da una croce episcopale, il tutto d'argento) |
|        | Nogentel De gueules au lion d'or allumé, armé et lampassé du champs (di rosso, al leone d'oro illuminato, armato e lampassato del campo) |
|        | Nogent-l'Artaud Parti: au 1) d'azur à la cisaille d'or et à la faucille du même passées en sautoir, au 2) de gueules au marteau d'or et à la râpe du même passés en sautoir; au chef d'argent chargé de trois canettes de sable (partito: nel 1º d'azzurro, alle cesoie d'oro e alla falce dello stesso poste in decusse; nel 2º di rosso, al martello d'oro e alla lima dello stesso poste in decusse; al capo d'argento, caricato di tre anatre di nero) |
|        | Le Nouvion-en-Thiérache De gueules à la barre d'or (di rosso, alla sbarra d'oro) |
|        | Origny-en-Thiérache D'argent à la croix de sable chargée en cœur d'une losange du champs (d'argento, alla croce di nero, caricata in cuore da una losanga del campo) |
|        | Oulchy-le-Château D'azur semé de billettes d'or au lion brochant du même (d'azzurro seminato di biglietti d'oro, al leone attraversante dello stesso) |
|        | Pavant D'argent au lion de sable, armé et lampassé de gueules, accompagné de trois étoiles aussi de sable (d'argento, al leone di nero, armato e lampassato di rosso, accompagnato da tre stelle pure di nero) |
|        | Pinon Écartelé: aux 1er et 4e de gueules à la pomme de pin d'argent, aux 2e et 3e de sinople au créquier de cinq branches d'or; sur le tout, fascé de vair et de gueules et au franc-canton d'argent plain (inquartato: nel 1º e nel 4º di rosso alla pigna d'argento, nel 2º e 3º di verde al vepre di cinque bracci d'oro; sul tutto, fasciato di vaio e di rosso al canton franco d'argento pieno) Motto: Montis vires vallisque lenitas ("Forza dalla montagna e dolcezza dalla valle"). |
|        | Renneval D'or à la croix de sable chargée de cinq coquilles d'argent (d'oro, alla croce di nero caricata di cinque conchiglie d'argento) |
|        | Résigny Deux écu accolés: 1 d'azur aux trois chevron d'or 2 d'azur aux trois poissons d'argent posés en pal (due scudi accollati: il 1º d'azzurro, a tre scaglioni d'oro; il 2º d'azzurro, a tre pesci d'argento posti in palo) |
|        | Ressons-le-Long Coupé: au 1er de sinople à la crosse d'or accostée de deux tentes du même, au 2e d'argent au dragon de gueules (troncato: nel 1º di verde al pastorale d'oro accostato da due tende dello stesso, nel 2º d'argento al drago di rosso) |
|        | Reuilly-Sauvigny De sinople à l'épée d'or, à la fasce ondée d'argent chargée de trois lionceaux de gueules brochant sur le tout (di verde, alla spada d'oro, alla fascia ondata d'argento, caricata di tre lioncelli di rosso attraversante sul tutto) |
|        | Révillon D'or au chevron d'azur, accompagné de trois clous de sable, au chef aussi d'azur chargé d'un lion léopardé d'argent, armé et lampassé de gueules (d'oro, allo scaglione d'azzurro, accompagnato da tre chiodi di nero; al capo pure d'azzurro, caricato da un leone illeopardito d'argento, armato e lampassato di rosso) |
|        | Ribemont De gueules, à la montagne d'argent, surmontée d'un soleil d'or et accostée de deux gerbes de blé du même; au chef cousu d'azur, chargé de trois fleurs de lis d'or. (Di rosso, alla montagna d'argento, sormontata da un sole d'oro e accostata da due covoni di grano dello stesso; al capo cucito d'azzurro, caricato di tre gigli d'oro) alias: Echiqueté d'or et d'azur (scaccato d'oro e d'azzurro) |
|        | Roucy De gueules à la cotice en barre d'argent chargée de dix fleurs de lis de sable posées dans le sens de la bande, accompagnée en chef d'un chou d'or et en pointe d'un lion d'argent. (di rosso, alla traversa d'argento, caricata di dieci gigli di nero posti nel senso della banda, accompagnata in capo da un cavolo d'oro e in punta da un leone d'argento) |
|        | Rougeries Coupé ondé: au 1) d'argent à la croix de gueules cantonnée au 1 et 4 d'une fleurs de lys de sable, au 2) d'azur aux trois épis de blé d'or (troncato ondato: nel 1º d'argento, alla croce di rosso, accantonata in 1 e 4 da un giglio di nero; nel 2º d'azzurro, a tre covoni di grano d'oro) |
|        | Rozoy-sur-Serre D'argent aux trois roses de gueules boutonnées d'or (d'argento, a tre rose di rosso, bottonate d'oro) |
|        | Saconin-et-Breuil De gueules au preux chevalier tenant de sa main dextre une épée et de sa main senestre un bouclier, affrontant un monstre sous la forme d'une lionne, le tout d'or, sur une terrasse du même (di rosso, al prode cavaliere tenente con la mano destra una spada e con la mano sinistra uno scudo, che affronta un mostro sotto forma di leone, il tutto d'oro, su una terrazza dello stesso) |
|        | Sains-Richaumont D'azur aux dix losanges d'or ordonnées 3.3.3.1 (d'azzurro, a dieci losanghe d'oro ordinate 3, 3, 3 e 1) |
|        | Saint-Gobain De sable aux trois salamandres d'argent rangées en pal, la première et la dernière contournées; au chef coupé de vair et de gueules (di nero, a tre salamandre d'argento, ordinate in palo, la prima e la terza rivoltate; al capo troncato di vaio e di rosso) |
|        | Saint-Michel De sable au vol d'argent, au chef du même chargé d'une aigle issante du champs (di nero, al volo d'argento; al capo dello stesso caricato di un'aquila nascente del campo) |
|        | San Quintino d'azur, à un buste de Saint-Quentin d'argent, accompagné de trois fleurs de lis d'or, deux en chef et une en pointe (d'azzurro, al busto di San Quintino d'argento, accompagnato da tre gigli d'oro) alias: de gueules, à un buste de Saint-Quentin d'argent, accompagné de trois fleurs de lis d'or, deux en chef et une en pointe (di rosso, al busto di San Quintino d'argento, accompagnato da tre gigli d'oro) |
|        | Saint-Simon De sable à la croix d'argent chargé de cinq coquilles de gueules (di nero, alla croce d'argento caricata di cinque conchiglie di rosso) |
|        | Sancy-les-Cheminots d'azur à un coupon de rail de sable sommé d'une étoile d'or, accosté de 2 branches d'olivier d'argent, fruitées de sable, les tiges passées en sautoir (d'azzurro, alla sezione di binario ferroviario di nero cimata da una stella d'oro, accostata da due rami d'olivo d'argento, fruttati di nero, con i fusti in decusse)(Arma parlante: Cheminots = ferrovieri) |
|        | Seboncourt D'azur aux trois chevrons d'or (d'azzurro, a tre scaglioni d'oro) |
|        | Serain d'argent au sautoir de gueules cantonné de quatre lionceaux de sable (d'argento, alla croce di Sant'Andrea di rosso, accantonata da quattro lioncelli di nero) |
|        | Seraucourt-le-Grand De gueules aux trois chevrons de vair (di rosso, a tre scaglioni di vaio) |
|        | Servais d'azur au sautoir de gueules accompagné de 4 merlettes d'or celles du flanc affronté et celle de pointe contourné (d'azzurro, al decusse di rosso accompagnato da quattro merlotti d'oro, quelli dei fianchi affrontati e quello in punta rivoltato) |
|        | Sissonne D'or au lion d'azur armé et lampassé de gueules (d'oro, al leone d'azzurro, armato e lampassato di rosso) |
|        | Soissons d'azur, à une fleur de lis d'argent (d'azzurro, al giglio d'argento) |
|        | Tartiers D'azur à la barre d'or chargée de douze flanchis de sable, accompagnée en chef d'un gaulois d'argent et en pointe d'un moulin à vent du même sur une terrasse isolée de sinople (d'azzurro, alla sbarra d'oro caricata di dodici crocette di Sant'Andrea di nero, accompagnata in capo da un uomo della Gallia d'argento e in punta da un mulino a vento dello stesso su una terrazza isolata di verde) |
|        | Tergnier écartelé: au premier d'azur à la crosse d'or, au deuxième fascé de vair et de gueules de six pièces, au troisième d'or au lion de sable, au quatrième d'or au chef d'hermine (inquartato: nel 1° d'azzurro, alla croce pastorale d'oro; nel 2° fasciato di vaio e di rosso; nel 3° d'oro, al leone di nero; nel 4° d'oro, al capo d'armellino) |
|        | Thenailles D'azur, à des tenailles ouvertes en forme de chevron d'argent, accompagnées de trois fleurs de lis d'or, deux en chef et une en pointe (d'azzurro, a delle tenaglie aperte in forma di scaglione, d'argento, accompagnate da tre gigli d'oro, due in capo e uno in punta) |
|        | Urcel Coupé au 1) d'azur semé de fleurs de lys d'or, à la croix brochant d'argent chargée d'une crosse de gueules au 2) d'or aux trois urcéoles de gueules (troncato: nel 1º d'azzurro seminato di gigli d'oro, alla croce d'argento, caricata da un pastorale di rosso; nel 2º d'oro, a tre brocche di rosso) |
|        | Vailly-sur-Aisne D'azur à la lettre V capitale d'or surmontée d'une fleur de lys du même (d'azzurro, alla lettera maiuscola V d'oro, sormontata da un giglio dello stesso) |
|        | Vendeuil D'azur au lion naissant d'or (d'azzurro, al leone nascente d'oro) |
|        | Vermand Echiqueté d'azur et d'or au chef aussi d'azur chargé de trois fleurs de lys d'or (scaccato d'azzurro e d'oro, al capo pure d'azzurro, caricato di tre gigli d'oro) |
|        | Vervins De gueules, à trois tours d'argent ajourées et maçonnées de sable, posées en pal et attenantes l'une à l'autre (Di rosso, a tre torri d'argento finestrate e mattinate di nero, poste in palo e adiacenti l'una all'altra) |
|        | Villeneuve-Saint-Germain De sinople à la roue dentée d'argent posée en pointe, accostée de deux épis de blé tigés et feuillés d'or, et au bonnet phrygien cousu de gueules brochant partiellement en pointe sur la roue dentée (Di verde, alla ruota dentata d'argento posta in punta, accostata da due spighe di grano fustate e fogliate d'oro, al berretto frigio cucito di rosso attraversante parzialmente in punta sulla ruota dentata) |
|        | Villers-Cotterêts D'azur à la salamandre d'argent dans sa patience de gueules, la tête contournée vomissant une flamme du même, surmontée d'une lettre F capitale couronnée et accostée de deux lettres H capitales le tout d'or (D'azzurro, alla salamandra d'argento sui tizzoni ardenti di rosso, la testa rivoltata vomitante una fiamma dello stesso, sormontata da una lettera F maiuscola coronata e accostata da due lettere H maiuscole, il tutto d'oro) |
|        | Wassigny Ecartelé: au 1) et 4) d'argent au loup de sable, au 2) et 3) d'azur à la gerbe de blé d'or (inquartato: nel 1º e 4º d'argento, al lupo di nero; nel 2º e 3º d'azzurro, al covone di grano d'oro) |